# ان‌جی‌سی ۲۳۶۳
ان‌جی‌سی ۲۳۶۳ (انگلیسی: NGC 2363) نام یک کهکشان در صورت فلکی زرافه است.